# Carl Halir

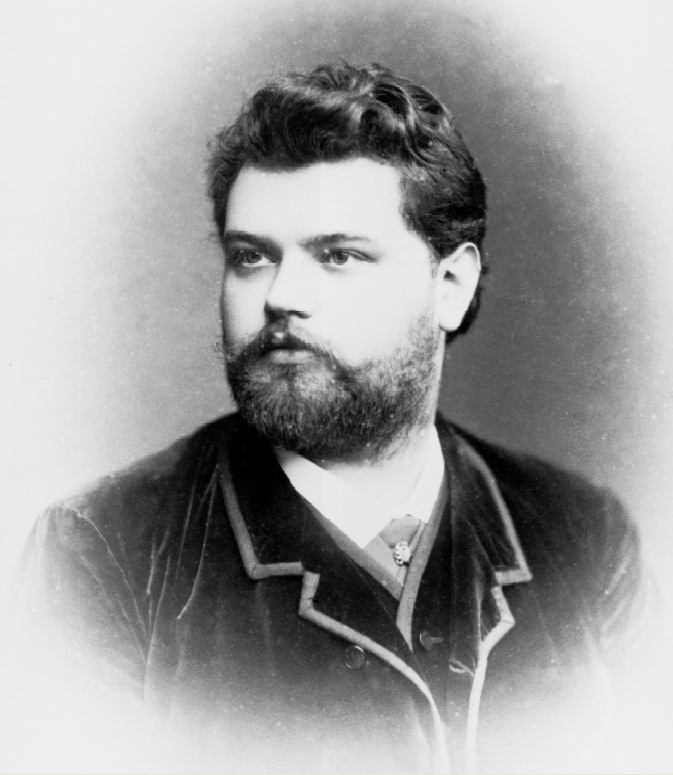
Carl Halir, Violinist

Carl Halir (* 1. Februar 1859 in Hohenelbe; † 21. Dezember 1909 in Deutsch-Wilmersdorf; auch Karol, Karl oder Karel sowie tsch.: Karl Halíř) war ein böhmischer Violinist der klassischen Musik, Kapellmeister und Musikpädagoge.

## Leben

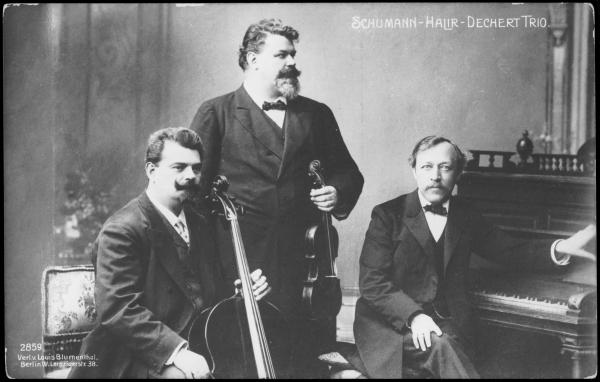
Schumann-Halir-Dechert-Trio

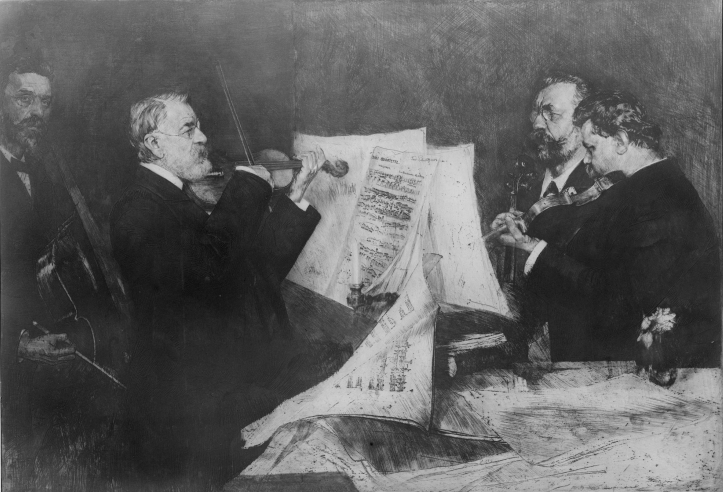
Joachim-Quartett mit (v. l. n. r.): Robert Hausmann, Joseph Joachim, Emanuel Wirth und Carl Halir. Bild: Ferdinand Schmutzer

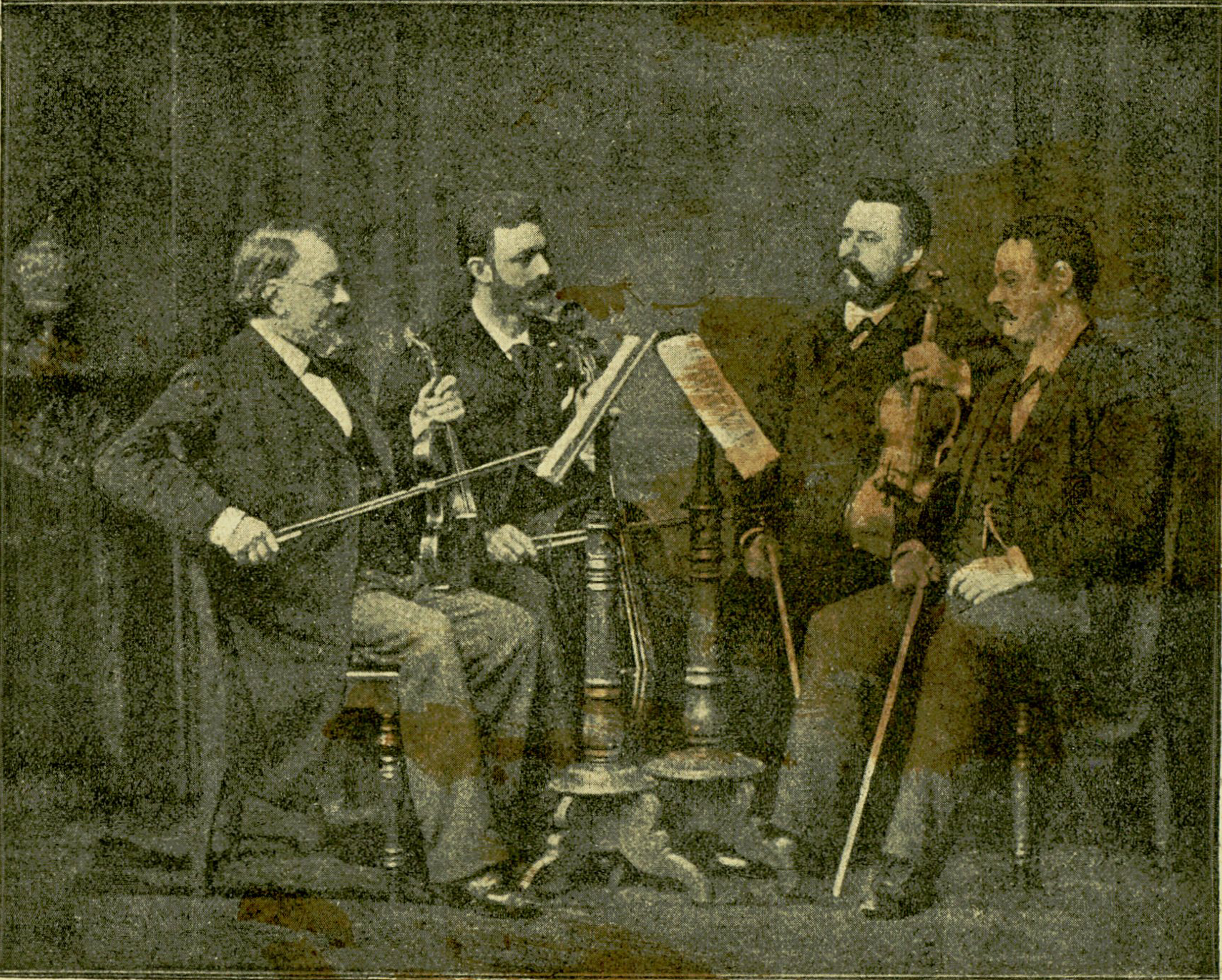
Joachim-Quartett

Carl Halir studierte nach seiner Schulzeit das Fach Violine zunächst am alten Konservatorium Prag bei Anton Bennewitz und von 1874 bis 1876  in Berlin bei Joseph Joachim, dem Direktor der Berliner Musikhochschule. Anschließend fand er Aufnahme in der Stadtkapelle Liegnitz unter Benjamin Bilse, die als so genannte „Bilse’sche Kapelle“ sowohl in Berlin auftrat als auch Konzertreisen zu den renommiertesten Konzerthäusern jener Zeit unternahm. Danach übernahm Halir mehrere Engagements als Konzertmeister, zunächst ab 1879 in Königsberg, dann ab 1881 in Mannheim und schließlich von 1884 bis 1894 an der Weimarer Hofkapelle. 1887/88 ließ er sich in Thüringen einbürgern.
Im Jahr 1894 folgte er sodann einem Ruf nach Berlin, wo er als Konzertmeister an die Königliche Hofoper Berlin übernommen wurde. Auf Initiative von Joseph Joachim hin erhielt er ebenfalls eine Dozentenstelle an der Berliner Musikhochschule und wurde dort zum Professor ernannt. Während dieser Berliner Jahre spezialisierte Halir sich unter anderem auf die Ausübung der Kammermusik und wurde ab 1897 zusammen mit Joseph Joachim (Violine), Emanuel Wirth (Bratsche) und Robert Hausmann (Cello) ein ständiges Mitglied im „Joachim-Quartett“ und im so genannten „Schumann-Halir-Dechert-Trio“, in dem Georg Schumann (Klavier) und Hugo Dechert (Cello) seine Begleiter waren. Darüber hinaus gründete er selbst noch das nach ihm benannte „Halir-Quartett“, wo wiederum Hugo Dechert sowie N. Müller (Bratsche) und Gustav Exner (Violine) seine Partner waren und dem Felix Weingartner sein Streichquartett Nr. 1 widmete.
Darüber hinaus erhielt er Einladungen zu zahlreichen Gastauftritten. So wurde Halir unter anderem sowohl am 13. November 1896 bei seinem Amerika-Debüt in New York City der gefeierte Solist beim Violinkonzert in D-Dur op. 61 von Ludwig van Beethoven zusammen mit den New Yorker Philharmonikern unter Anton Seidl und wenige Wochen später am 4. Dezember 1896 in der Carnegie Hall mit dem Violinkonzert Nr. 8 a-Moll op. 47 von Louis Spohr zusammen mit dem New York Symphony Orchestra unter Leitung von Walter Damrosch. Ferner wurde Halir eingeladen, am 28. Oktober 1899 die europäische Erstaufführung der Violin-Sonate a-Moll op. 34 von Amy Beach zusammen mit Teresa Carreño am Klavier zu übernehmen sowie am 19. Oktober 1905 den Solopart bei der Neufassung des Violinkonzerts d-Moll op. 47 von Jean Sibelius unter Leitung von Richard Strauss. Im gleichen Jahr übernahm er auch den Solopart bei der Uraufführung des Divertissements für Violine und Orchester von Charles Martin Loeffler mit den Berliner Philharmonikern in Berlin.
Carl Halir war bis kurz vor seinem plötzlichen Tod im Jahr 1909 mit erst 50 Jahren als Violinist und Dozent tätig, als Komponist trat er aber nur selten in Erscheinung. Lediglich eine Kadenz zum Violin-Koncert Op. 77 von Johannes Brahms ist überliefert. Zu seinen bekannteren Schülern zählten unter anderem Paul von Klenau, Karl Krehahn, Adolf Huber und David Mannes, der Ehemann der Pianistin Clara Mannes. Halir war  seit 1888 mit der Sängerin Therese Zerbst (1859–1910) verheiratet. Das Paar hatte zwei Kinder: Walter (1889–1920) und Eva Therese (1894–1992). Seine Grabstätte befindet sich auf dem Friedhof Wilmersdorf.

## Werke (Auswahl)
- Halir, Carl, Cadenz zum Violin-Concert v. Johannes Brahms, Op. 77. Mk 1. Berlin, Simrock

## Einzelnachweis
1. ↑  StA Wilmersdorf, Sterbeurkunde Nr. 842/1909

| Personendaten    | Personendaten                                                                       |
| ---------------- | ----------------------------------------------------------------------------------- |
| NAME             | Halir, Carl                                                                         |
| ALTERNATIVNAMEN  | Halíř, Karl                                                                         |
| KURZBESCHREIBUNG | böhmisch-deutscher Violinist der klassischen Musik, Kapellmeister und Musikpädagoge |
| GEBURTSDATUM     | 1. Februar 1859                                                                     |
| GEBURTSORT       | Hohenelbe                                                                           |
| STERBEDATUM      | 21. Dezember 1909                                                                   |
| STERBEORT        | Deutsch-Wilmersdorf                                                                 |